# BMW M3
De BMW M3 is een sportversie van de 3-reeks, geproduceerd door BMW M. Er zijn al zes generaties M3-modellen: de E30, E36, E46, E90/E92/E93, F80 en de G80.
Opvallend was dat BMW bij de E92 overgeschakeld was van een zescilinder naar een achtcilindermotor. Dit was echter van korte duur want de opvolger, de F80, maakte opnieuw gebruik van een zescilinder maar dan met een turbolader, wat een primeur was voor de M-serie.

## E30 M3
Deze allereerste M3 is gebaseerd op de E30 3-serie van 1986. De eerste generatie had een 2.3l BMW S14-motor met 200 pk. De belangrijkste reden voor de productie van de M3 was de concurrentie aan te gaan met de Mercedes-Benz W201. Een merkwaardig kenmerk van de M3 E30 is zijn raceachtergrond, niet alleen met BMW zelf, maar ook met race en rallyteams zoals het Engelse Prodive en het Duitse AC Schnitzer Motorsport. Later kwamen er "Evolution"-modellen die een vermogen hadden van 215 pk. In het laatste productiejaar  (1990-1991) werden er "Sport Evolution "-modellen uitgebracht die 238 pk leverden met een 2.5l-motor. Ook werden er 786 M3-cabrio's met de hand gemaakt en dit op verzoek van klanten. Hiermee was het de snelste vierpersoons cabriolet. De wagen was echter niet ontworpen om mee te racen.
In tegenstelling tot de toen bestaande M5 en de opvolgende M3's, had de E30 M3 een viercilinder-in-lijn. In het prototype werd geëxperimenteerd met een 3,5-liter 24 kleps-6-in-lijnmotor uit de M5 E28. Deze zorgde door zijn massa echter voor een benadeeld weggedrag. BMW vond dat het makkelijker was om een krachtige viercilinder te construeren, dan een lichtere zescilinder. Uiteindelijk kwam men tot een E28 M5-motor, die gereduceerd werd tot een viercilinder en daardoor een inhoud had van 2302 cc had. Dit zorgde in het klassiek model met 200 pk en 240 Nm koppel, voor een topsnelheid van 235km/u en 6,9 seconden om van 0 de 100km/u te bereiken.
De M3 E30 was zeer verschillend van de gewone 3-serie. Op de motorkap na was de hele carrosserie anders. Hij had een meer aerodynamische vormgeving en bredere banden en wielen.
De productie van de M3 E30 eindigde in maart 1991.
|                                                                | Coupé en Sedan  | Cabriolet       |
| BMW M3 Euro model (143 kW/147 kW)                              | 8.661           |                 |
| BMW M3 US model                                                | 4.996           |                 |
| BMW M3 Evolution (147 kW)                                      | 505             |                 |
| BMW M3 Europa laat model (158 kW)                              | 1.519           |                 |
| BMW M3 Evolution II (162 kW)                                   | 500             |                 |
| BMW M3 Cabrio (143 kW/158 kW)                                  |                 | 786             |
| BMW M3 Sport Evolution (175 kW)                                | 600             |                 |
| BMW M3 Europameister (143 kW) gesigneerd door Roberto Ravaglia | 148             |                 |
| BMW M3 Cecotto (158 kW) 25 als speciale editie "Ravaglia"      | 505             |                 |
| BMW M3 Swiss Cecotto (155 kW)                                  | 50              |                 |
| Totaal                                                         | Ongeveer 18.000 | Ongeveer 18.000 |

## E36 M3

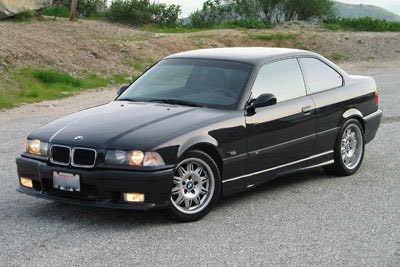
BMW M3 E36 Coupé

De opvolger van de E30 M3 werd in 1992 op het Autosalon van Parijs voorgesteld. Vanaf de introductie was de E36 M3 alleen leverbaar als coupé. Een cabriolet variant kwam in 1994, gevolgd door een sedan variant in hetzelfde jaar.
De E36 M3 kreeg aanvankelijk de S50B30: een 3.0l (2.990 cc) 6-in-lijn motor die 286 pk en 320 nm produceert. In september 1995 (november 1995 voor de sedan, februari 1996 voor de cabriolet) werd deze vervangen door de S50B32: een 3.2l (3.201 cc) 6-in-lijn motor, met 321 pk en 350 nm. Nieuw waren de zesversnellingsbak en de M5 remschijven.Dit model is ook wel bekend als de 3.2 Eurospec of de M3 "Evolution" ("Evo").
In 1996 volgde een milde facelift; de M3 werd nu geleverd met andere velgen, heldere knipperlichten en iets rondere en dikkere nieren. Een nieuw driespaaks stuur met een iets kleiner diameter verving het originele vierspaaks stuur. 
In 1997 werd de SMG (Sequential Manual Gearbox) versnellingsbak geïntroduceerd: een sequentiële 6-bak gemaakt door BMW M GmbH in samenwerking met Fichtel & Sachs en Getrag. Tegenwoordig wordt dit systeem door veel eigenaren en/of gebruikers bekritiseerd om zijn traagheid en onbetrouwbaarheid.
De Noord-Amerikaanse modellen zijn in 1994 ingevoerd. Zij kregen een S50B30US 3.0l (2.990 cc) motor met 240 pk, die in de basis een M50 motor was. Later, in 1996, werd ook daar de motor vervangen door de S52 3.2l, maar deze had 260 pk in plaats van 321 pk in Europa. Alleen de gelimiteerde Canadese "M3 Eurospec"  had dezelfde waarden als de Europese versie.
De Noord-Amerikaanse E36 M3-modellen kregen er in 1997 een sedanversie en in 1998 een cabrioversie bij.
De productie van dit model is gestopt in 1999.

### Speciale modellen
- De BMW E36 M3 LTW: Een in 1995 door BMW gebouwd lichtgewicht. Dit model was voor het racen bestemd en woog standaard een paar 100 kg minder dan de gewone M3. Hij werd enkel in de Verenigde Staten geleverd en beschikt dan ook over een US spec motor van 240pk en was enkel in wit met geblokte vlag verkrijgbaar.
- De BMW E36 M3 Euro-Spec: 45 Europese M3-wagens die in Canada mochten worden verkocht. Dit was vóór de invoering van de Noord-Amerikaanse E36 M3's in 1995.
- De BMW E36 M3 GT: Een gelimiteerde Europese editie, speciaal gebouwd om te kunnen deelnemen aan de FIA GT-kampioenschappen. Alle 356 wagens werden in 1995 gebouwd, waren in de kleur Britisch Racing Green en het vermogen uit de 3.0 liter motor bedroeg minimaal 300 pk door het toepassen van de gasklephuizen van de 3.2L, speciale nokkenassen en een hogere compressie verhouding. Verder onderscheidt dit model zich ten opzichte van reguliere M3 modellen door een instelbare front splitter, een dubbele spoiler op de achterklep met eventueel monteerbare ophoogblokken, het gebruik van aluminium deuren, gesmede velgen en een andere afstelling van het ABS systeem. Het interieur is altijd grijs alcantara in combinatie met donkergroen leder. Enkele carbon details zoals de middenconsole, dashboardklep en de instaplijsten, trof je alleen in de M3 GT. De E36 M3 GT weegt zo'n 30 kilogram minder dan een reguliere M3 en de topsnelheid bedraagt 275 kilometer per uur.
- De BMW E36 M3-R: 15 M3's die door BMW Australië zijn besteld en bedoeld waren voor de Australian Super Production series.
- De BMW E36 M3 GTR.

## E46 M3

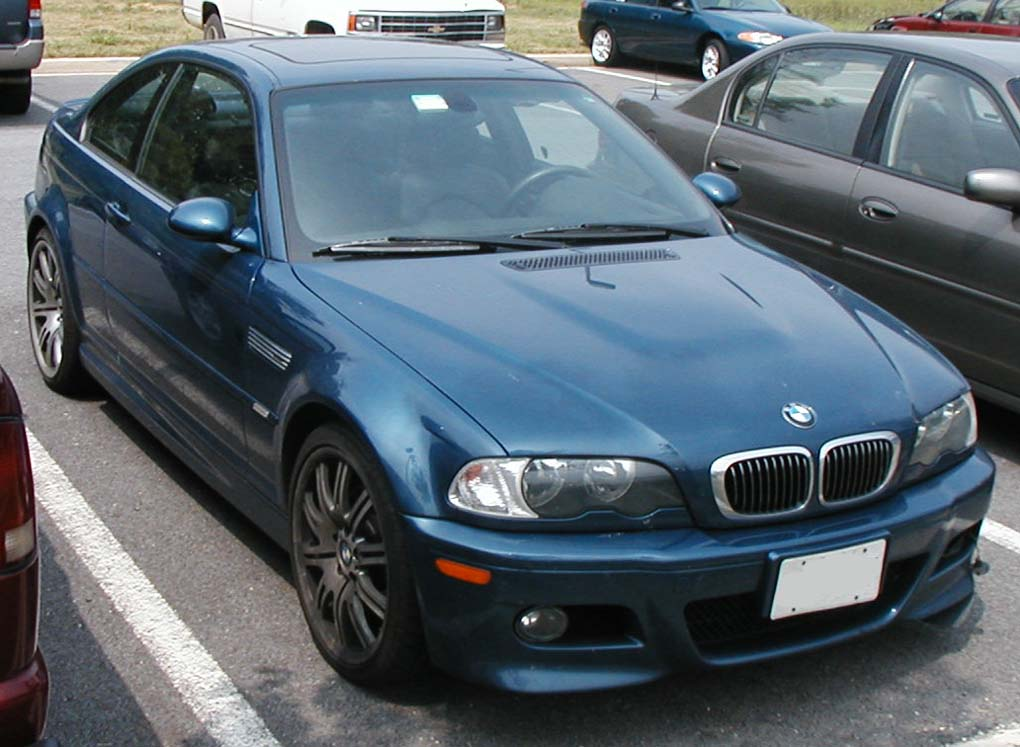
BMW M3 E46 Coupé

In 2000 werd in Europa de E46 M3 in productie genomen. Hij heeft een 3.2l 6-in-lijn motor met 343 pk. Een jaar later verscheen hij ook in Noord-Amerika met een verlaagd vermogen van 333pk.
Een van de opmerkelijke opties waren de SMG Drivelogic-transmissie en een Formule 1-gelijkende elektrohydraulische manuele versnellingsbak zonder koppelingspedaal.
Een merkwaardig punt is dat de E46 M3-motor meer dan 100 pk per liter (343 pk / 3.2l) produceert.
Deze motor heeft daarom al verscheidene prijzen gewonnen zoals de International Engine of the Year en de Best New Engine in 2001 en was de winnaar in de categorie 3-4L van 2001 tot 2006.
|               | Carrosserie | Motortype | Vermogen Koppel        |
| Noord-Amerika | Coupé       | S54B32    | 245 kW / 333 pk 355 Nm |
| Noord-Amerika | Cabriolet   | S54B32    | 245 kW / 333 pk 355 Nm |
| Europa        | Coupé       | S54B32    | 252 kW /343 pk 365 Nm  |
| Europa        | Cabriolet   | S54B32    | 252 kW /343 pk 365 Nm  |

### M3 CSL

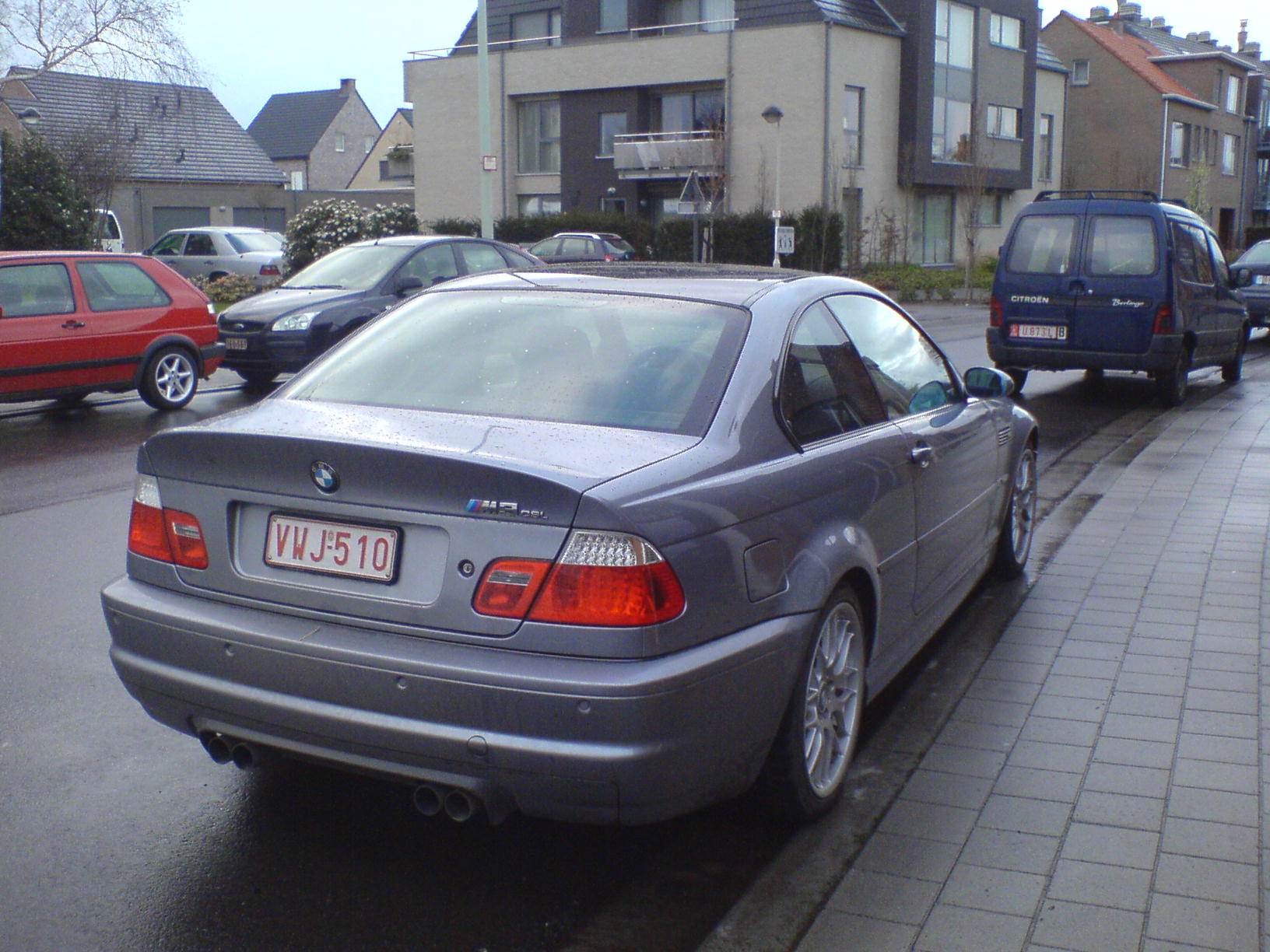
BMW M3 CSL

De BMW M3 CSL, geproduceerd van 2003 tot 2004, is een gelimiteerde versie van de E46 M3 en is niet in Amerika op de markt gebracht. "CSL" staat voor "Coupé Sport Leichtbau". De auto is voorzien van een zescilinderinlijnmotor, zoals tot die tijd gebruikelijk bij BMW, met een cilinderinhoud van 3,2 liter die 360 pk levert, 17 pk meer dan de normale M3. Het gewicht van de auto is 1385 kg tegenover 1470 kg van de normale M3. Het lagere gewicht en het hogere vermogen zorgen er samen voor dat de prestaties stijgen.
De nieuwprijs voor een M3 CSL begint vanaf € 121.000, tegen € 82.940 voor de normale M3. Dit prijsverschil wordt veroorzaakt door de exclusiviteit en dure materialen. De auto is veelvuldig voorzien van carbonfiber onderdelen (zoals het gehele dak) en ontdaan van allerlei extra's om gewicht te besparen. Hierbij moet gedacht worden aan airco, audio-installatie en dergelijke.
Qua uiterlijk is de CSL onder andere te herkennen aan een afwijkend velgontwerp.

### M3 CS / Competition Package
BMW bracht in 2005 een "M3 Competition Package" uit. Dit pakket bevat elementen die uit de CSL komen. De meerprijs bedraagt €5.400. Daarvoor kreeg je:
- Lichtmetalen 19-inchvelgen
- Extra sportief afgesteld onderstel
- Directere besturing (ratio: 14.5.1)
- M Track Mode (zoals op de CSL)
- Grotere remschijven vooraan
- Alcantara stuurwiel, versnellingspook en handrem.

Van de M3 CS zijn 601 stuks gebouwd voor de Europese markt, waarvan 326 linksgestuurde en, voor het Verenigd Koninkrijk, 275 rechtsgestuurde.

## E92 M3

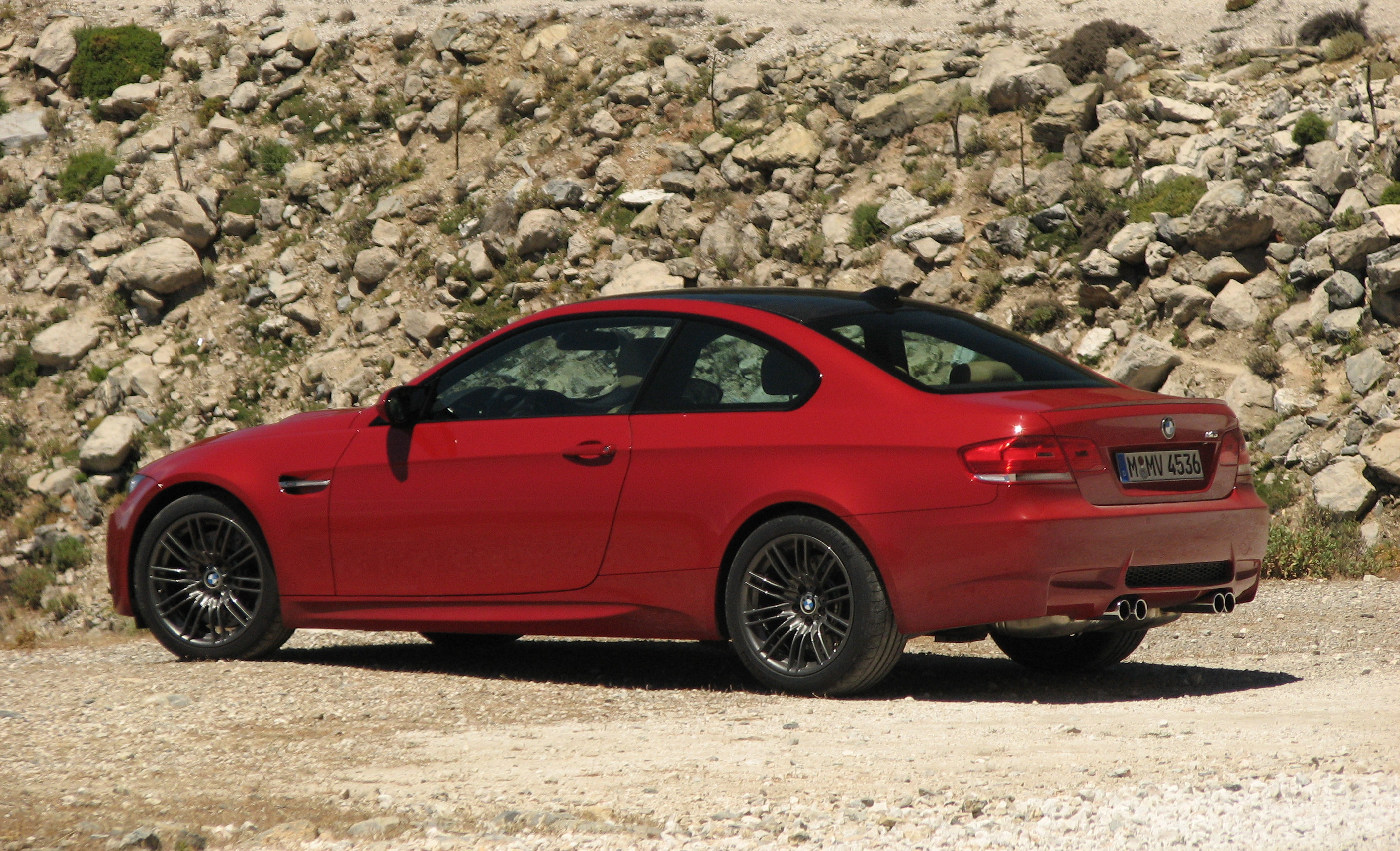
BMW M3 E92

In maart 2007 presenteerde BMW op de Autosalon van Genève de nieuwe BMW M3 Concept. In april 2007 werd de officiële versie getoond. Hij kwam in september 2007 uit. De BMW E92 M3 heeft een 4.0 liter V8-motor met wel 420 pk en dat is een primeur. Deze krachtiger motor is wel 15 kg lichter dan de 3.2l 6-in-lijn motor van de vorige M3.
De enige carrosseriedelen die de M3 en de Coupé gemeen hebben zijn de deuren, het kofferdeksel, de achterlichten en de koplampen. Voor de rest verschillen alle stukken. De M3 valt op met zijn 18 inch velgen, sportieve bumpers, kleine spoiler, twee dubbele uitlaten, M-zijspiegels, dak uit koolstofvezel en zijn motorkap met Powerdome en twee luchtinlaten. De assemblage vond plaats in Regensburg, Duitsland. 

### Gegevens
|                    | M3 Sedan (E90)                   | M3 Coupé (E92)                   | M3 Cabriolet (E93)               |
| ------------------ | -------------------------------- | -------------------------------- | -------------------------------- |
| Motor              | S65B40 3.999 cm³ V8              | S65B40 3.999 cm³ V8              | S65B40 3.999 cm³ V8              |
| Vermogen           | 420 pk (309 kW) @ 8.300 tpm      | 420 pk (309 kW) @ 8.300 tpm      | 420 pk (309 kW) @ 8.300 tpm      |
| Koppel             | 400 Nm @ 3.900 tpm               | 400 Nm @ 3.900 tpm               | 400 Nm @ 3.900 tpm               |
| Leeggewicht        | 1.680 kg                         | 1.655 kg                         | 1.885 kg                         |
| Specifiek vermogen | 4,0 kg/pk                        | 3,9 kg/pk                        | 4,5 kg/pk                        |
| 0-100 km/h         | 4,7 s                            | 4,6 s                            | 5,3 s                            |
| Topsnelheid        | 250 km/h (elektronisch begrensd) | 250 km/h (elektronisch begrensd) | 250 km/h (elektronisch begrensd) |
| Verbruik           | 12,4 l/100 km                    | 12,4 l/100 km                    | 12,9 l/100 km                    |

### M3 GTS

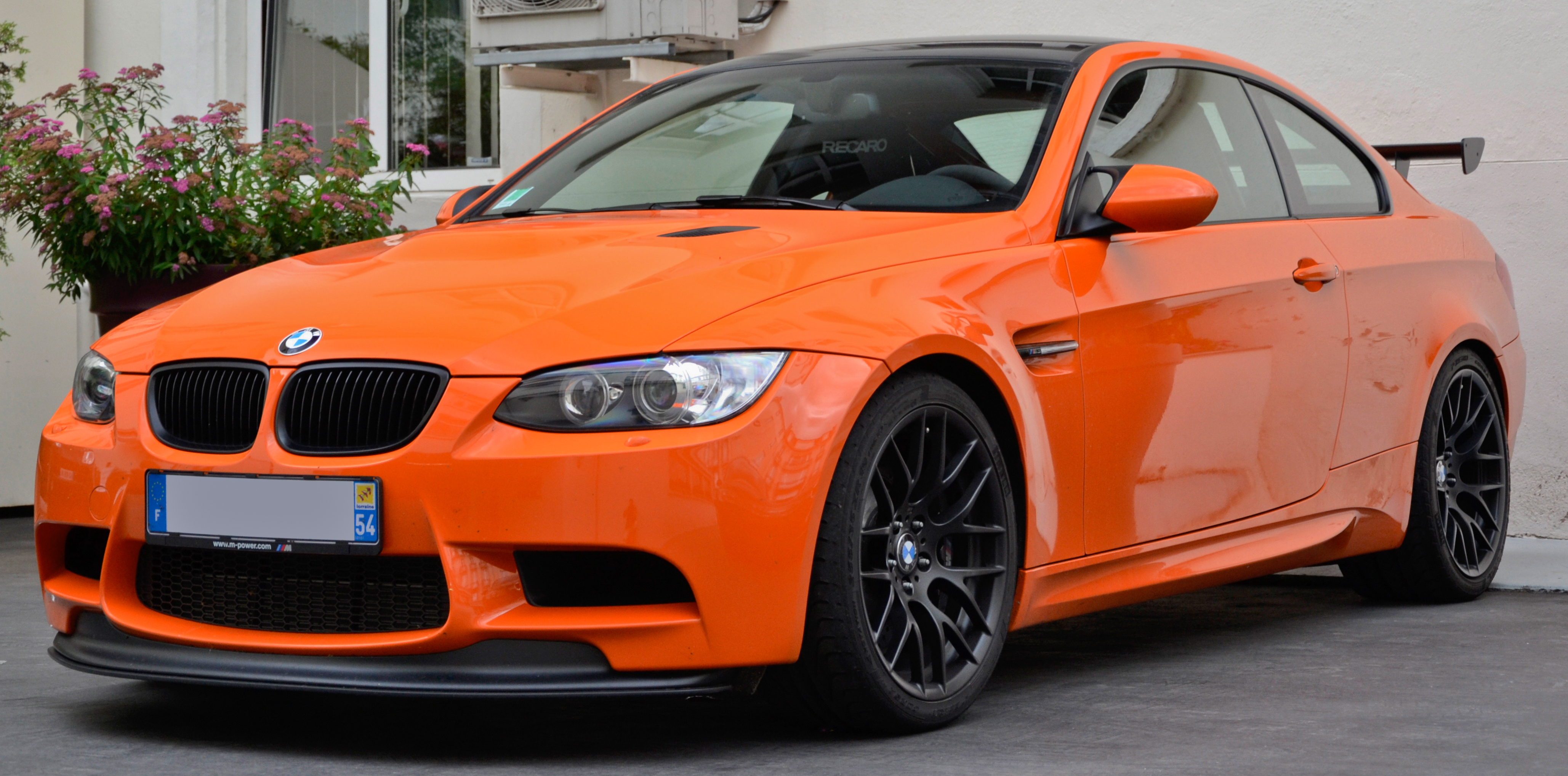
BMW M3 GTS

In november 2009 lanceerde BMW de M3 GTS, een versie gericht op circuitgebruik. De achterbank, airconditioning en het audiosysteem werden verwijderd. Hierdoor werd het gewicht met 155 kg teruggedrongen. De M3 GTS is ook standaard voorzien van een rolkooi, een brandblusser en een M DKG Drivelogic-versnellingsbak. Deze M3 GTS is straatlegaal. De motor werd met 0,4 liter vergroot naar 4,4 liter waardoor het vermogen steeg naar 450 pk.

## F80 M3

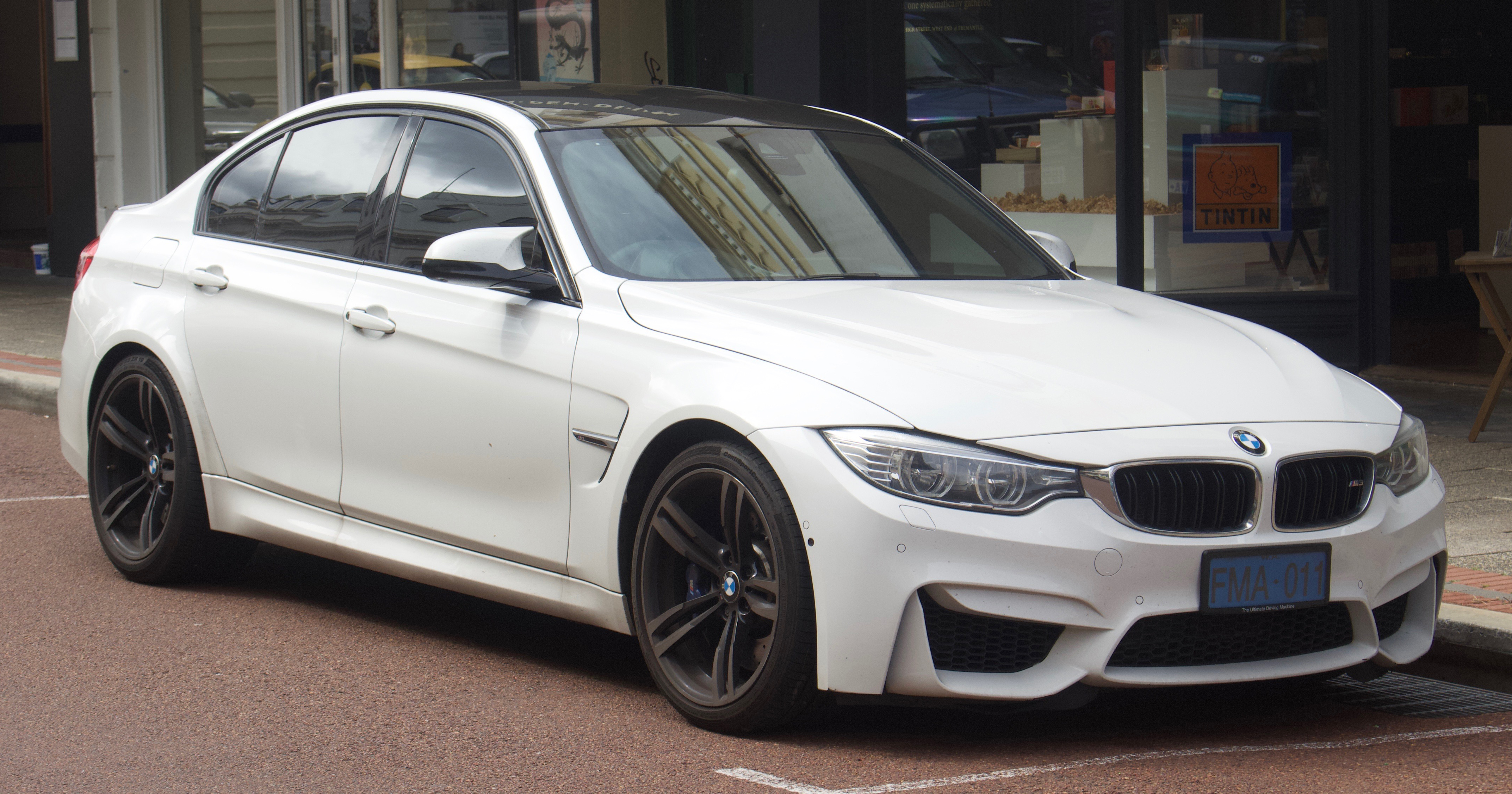
BMW M3 F80

De BMW M3 (F80), de M3-versie van de zesde generatie 3-reeks, werd geproduceerd van 2014 to 2018. De F80 M3 werd samen met de F82 M4 voorgesteld op het Autosalon van Detroit in 2014. Deze versie van de M3 was uitsluitend als sedan beschikbaar. De coupé- en cabrioletversies zijn verhuisd naar de BMW 4-serie. De wagen werd aangedreven door een BMW S55 twin-turbo 6-in-lijnmotor, en was daarmee de allereerste M3 die met een turbo uitgerust was. In 2016 verscheen er een Competition Package waarmee het vermogen verder vergroot kon worden van 431 pk tot 450 pk.

### Gegevens
|              | M3 (F80)                                    | M3 Competition (F80)                        | M3 CS (F80)                  |
| ------------ | ------------------------------------------- | ------------------------------------------- | ---------------------------- |
| Motor        | S55B30 2.979 cm³ L6 bi-turbo                | S55B30 2.979 cm³ L6 bi-turbo                | S55B30 2.979 cm³ L6 bi-turbo |
| Vermogen     | 431 pk (317 kW) @ 5.500-7.300 tpm           | 450 pk (331 kW) @ 7.000 tpm                 | 460 pk (338 kW) @ 6.250 tpm  |
| Koppel       | 550 Nm @ 1.850-5.500 tpm                    | 550 Nm @ 1.850-5.500 tpm                    | 600 Nm @ 4.000-5.380 tpm     |
| Overbrenging | 6-traps handgeschakend [7-traps automaat]   | 6-traps handgeschakend [7-traps automaat]   | 7-traps automaat             |
| Aandrijving  | achterwielaandrijving                       | achterwielaandrijving                       | achterwielaandrijving        |
| 0-100 km/h   | 4,3 s [4,1 s]                               | 4,2 s [4,0 s]                               | 3,9 s                        |
| Topsnelheid  | 250 km/u (elektronisch begrensd) / 280 km/u | 250 km/u (elektronisch begrensd) / 280 km/u | 280 km/u                     |
| Verbruik     | 8,8 [8,3] l/100 km                          | 8,8 [8,3] l/100 km                          | 8,3 l/100 km                 |

1. ↑  waarden tussen [ ] gelden voor de 7-traps automaat
2. ↑  met het M Driver's Package

## G80 M3

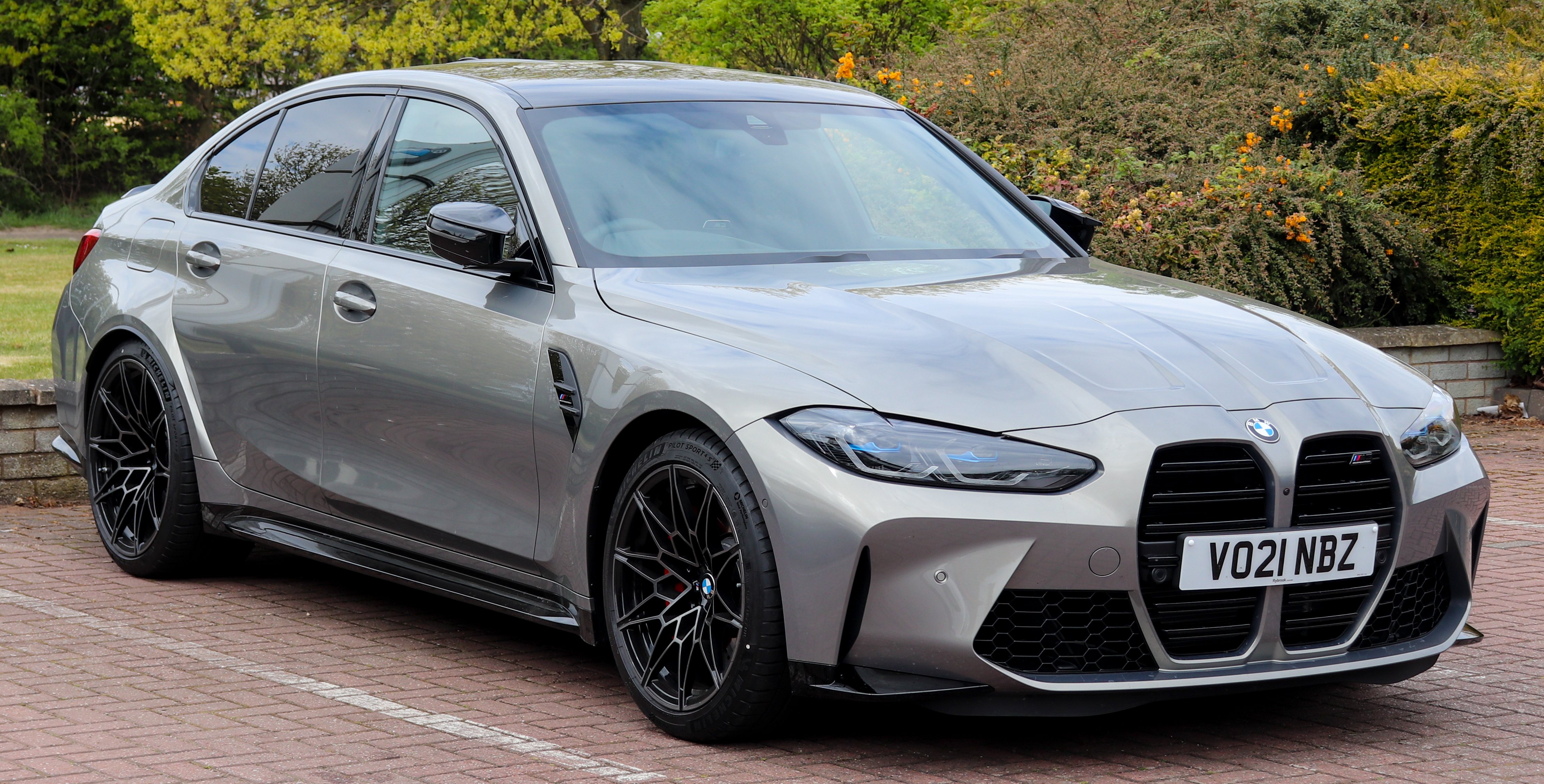
BMW M3 G80

De BMW M3 (G80), die gebaseerd is op de zevende generatie van de 3-reeks, werd officieel voorgesteld op 23 september 2020 samen met de nieuwe M4. De wagen wordt aangedreven door de BMW S58 zescilinder turbomotor die debuteerde in de X3 M (G01). Deze nieuwe M3 kan optioneel met vierwielaandrijving (xDrive) geleverd worden, wat een primeur is voor de M-reeks. De handgeschakelde versnellingsbak is alleen mogelijk in combinatie met achterwielaandrijving. Een andere nieuwigheid is dat BMW de M3 voor het eerst ook als Touring (G81) zal aanbieden.

### Gegevens
|              | M3 (G80)                                    | M3 Competition (G80)                        | M3 Competition xDrive (G80)                 |
| ------------ | ------------------------------------------- | ------------------------------------------- | ------------------------------------------- |
| Motor        | S58B30O1 2.993 cm³ L6 bi-turbo              | S58B30O1 2.993 cm³ L6 bi-turbo              | S58B30O1 2.993 cm³ L6 bi-turbo              |
| Vermogen     | 480 pk (353 kW) @ 6.250 tpm                 | 510 pk (375 kW) @ 6.250 tpm                 | 510 pk (375 kW) @ 6.250 tpm                 |
| Koppel       | 550 Nm @ 2.650-6.130 tpm                    | 650 Nm @ 2.750-5.500 tpm                    | 650 Nm @ 2.750-5.500 tpm                    |
| Overbrenging | 6-traps handgeschakend                      | 8-traps automaat                            | 8-traps automaat                            |
| Aandrijving  | achterwielaandrijving                       | achterwielaandrijving                       | vierwielaandrijving                         |
| Leeggewicht  | 1.780 kg                                    | 1.805 kg                                    | 1.855 kg                                    |
| 0-100 km/h   | 4,2 s                                       | 3,9 s                                       | 3,5 s                                       |
| Topsnelheid  | 250 km/u (elektronisch begrensd) / 290 km/u | 250 km/u (elektronisch begrensd) / 290 km/u | 250 km/u (elektronisch begrensd) / 290 km/u |
| Verbruik     | 10,8 l/100 km                               | 10,2 l/100 km                               | 10,2 l/100 km                               |

1. ↑  met het M Driver's Package